# Skunkworks
Skunkworks ist das dritte Soloalbum von Bruce Dickinson aus dem Jahr 1996. Es erschien am 19. Februar 1996 bei Raw Power/Castle Communications (UK).

## Hintergrund
Das Album wurde 1997 im Studio Great Linford Manor (Milton Keynes, England) aufgenommen. Es ist das erste und einzige Studioalbum, das mit den Musikern aufgenommen wurde, die Dickinson für die Tournee zum Album Balls to Picasso (1994) zusammengestellt hatte. Die Formation löste sich Ende 1996 auf. Bruce Dickinson hatte Skunkworks als Debütalbum einer gleichnamigen Band geplant. Allerdings wollte sein Label die Platte unter keinem anderen Namen als Bruce Dickinson herausbringen. Das Album enthielt statt des traditionellen Heavy-Metal-Stils von Iron Maiden einen Sound, der dem von Bands wie Rush und Soundgarden ähnelt. Der Albumname bezieht sich auf den Lockheed-Codenamen für eine Elite-Militärdesigngruppe. Produziert wurde es von Jack Endino, der vor allem für Nirvanas Debütalbum Bleach bekannt ist.
„Ich hatte diesen Streit mit (meinem Manager) Rod [Smallwood]“, erinnert sich Dickinson, „und er sagte mir: ‚Du bist ein Heavy-Metal-Sänger. Du kannst dich nicht ändern. Du kannst es versuchen, aber du bleibst dabei.‘ Dagegen habe ich Einwände ... Es macht mir nichts aus, ein Heavy-Metal-Sänger zu sein, aber ich habe Einwände dagegen, wenn mir jemand sagt, dass ich mich verdammt noch mal nicht ändern kann ... Wie dem auch sei, wir haben uns auf die Skunkworks-Sache eingelassen ... Am Ende war ich am Boden zerstört . Ich hätte damals gern eine Grunge-Karriere gemacht, denn ich war sehr wütend, sehr unzufrieden und arm.“
Im August 1996 begann die Band, zur Unterstützung des Albums durch Großbritannien und die USA zu touren. Trotz seiner musikalischen Entwicklung war die Tournee für das Album die erste, auf der Dickinson einen Song seiner früheren Band spielte: eine leicht überarbeitete Version von The Prisoner. Live-Auftritte wurden am 31. Mai und 1. Juni 1996 in Pamplona und Gerona, Spanien, aufgezeichnet und gefilmt, und vier Songs wurden erst im Oktober 1996 über Victor Entertainment auf einer EP mit dem Titel Skunkworks Live in Japan veröffentlicht. Ein Live-Video der Shows wurde in Japan als Skunkworks Live Video veröffentlicht.
Die Band hielt nicht lange, und für sein nächstes Soloprojekt, Accident of Birth, tat sich Dickinson wieder mit dem Gitarristen Roy Z (mit dem er Balls to Picasso aufgenommen hatte) zusammen.
Eine Neuveröffentlichung von Skunkworks im Jahr 2005 enthielt bisher unveröffentlichte Songs und die Skunkworks Live EP.

## Covergestaltung
Hipgnosis-Designer Storm Thorgerson produzierte das Cover, ausgehend von einem angemieteten Baum mit Blättern in Form eines Gehirns – eine Anspielung auf die Stadt Braintree in Essex. Der Baum wurde per Lastwagen zu einem See in Schottland transportiert und es wurde ein Foto gemacht, auf dem Dickinson unter dem Baum stand. Der freiberufliche Hipgnosis-Künstler Richard Manning formte das Blattwerk digital in Photoshop und wendete eine Spiegelung an. Auf jeder Seite wurden Änderungen vorgenommen, um die gespiegelte Perfektion zu brechen. Im Inneren des Albums wurden auch die Gesichter der Bandmitglieder spiegelbildlich dargestellt, wobei eine Seite ihres Gesichts auf die andere Seite kopiert wurde.

## Titelliste
Alle Titel wurden von Bruce Dickinson und Alex Dickson geschrieben, außer wo angegeben.
| No. | Titel                         | Autoren                        | Länge |
| --- | ----------------------------- | ------------------------------ | ----- |
| 1.  | "Space Race"                  |                                | 3:47  |
| 2.  | "Back from the Edge"          |                                | 4:17  |
| 3.  | "Inertia"                     |                                | 3:04  |
| 4.  | "Faith"                       |                                | 3:35  |
| 5.  | "Solar Confinement"           |                                | 3:20  |
| 6.  | "Dreamstate"                  |                                | 3:50  |
| 7.  | "I Will Not Accept the Truth" |                                | 3:45  |
| 8.  | "Inside the Machine"          |                                | 3:28  |
| 9.  | "Headswitch"                  |                                | 2:14  |
| 10. | "Meltdown"                    |                                | 4:35  |
| 11. | "Octavia"                     |                                | 3:15  |
| 12. | "Innerspace"                  | Dickinson, Dickson, Chris Dale | 3:31  |
| 13. | "Strange Death in Paradise"   |                                | 4:50  |

| No. | Titel                              | Autoren                    | Länge |
| --- | ---------------------------------- | -------------------------- | ----- |
| 1.  | "Inertia"                          |                            | 3:53  |
| 2.  | "Faith"                            |                            | 3:23  |
| 3.  | "Innerspace"                       |                            | 4:10  |
| 4.  | "The Prisoner" (Iron Maiden cover) | Adrian Smith, Steve Harris | 5:44  |

| No. | Titel                                    | Autoren | Länge |
| --- | ---------------------------------------- | ------- | ----- |
| 1.  | "I'm in a Band with an Italian Drummer"  | Dale    | 3:53  |
| 2.  | "Rescue Day"                             |         | 4:09  |
| 3.  | "God's Not Coming Back"                  |         | 2:16  |
| 4.  | "Armchair Hero"                          |         | 2:42  |
| 5.  | "R 101"                                  |         | 2:06  |
| 6.  | "Re-entry"                               |         | 4:05  |
| 7.  | "Americans Are Behind"                   | Dale    | 2:51  |
| 8.  | "Inertia" (live)                         |         | 3:53  |
| 9.  | "Faith" (live)                           |         | 3:23  |
| 10. | "Innerspace" (live)                      |         | 4:10  |
| 11. | "The Prisoner" (live, Iron Maiden cover) |         | 5:44  |

## Mitwirkende
Bandmitglieder
- Bruce Dickinson – vocals
- Alex Dickson – guitar
- Chris Dale – bass
- Alessandro Elena – drums

Produktion
- Jack Endino – producer, engineer, mixing at Lansdowne Studios, London
- Adi Winman – assistant engineer
- Jeff Mann – mixing assistant
- Ian Cooper – mastering at Metropolis, London

## Rezeption
Das Album erreichte Platz 41 in Großbritannien. Rock Hard wertete mit acht von zehn Punkten.